# Purpuricenus linsleyi
Purpuricenus linsleyi là một loài bọ cánh cứng trong họ Cerambycidae.